# 山崎俊夫
山崎 俊夫（やまざきとしお、1891年（明治24年）7月1日 - 1979年（昭和54年）5月7日）は、日本の小説家、脚本家、俳優。
俳優時代の芸名は石垣彌三郎。
明治末期から大正初期にかけて、永井荷風が編集する『三田文学』を中心に、耽美的、少年愛・同性愛的小説を発表するも、その後役者に転向したため、長らく埋もれた作家・幻の作家となっていたが、1986年から生田耕作の主宰する奢灞都館より作品集の刊行が始まり、一部文学愛好家の間で再評価されるようになった。岩田準一は著書の『男色文献書誌』で、山崎俊夫の唯一の著書『童貞』について、「ことごとく衆道情緒をもって描かれたる作品にて稀有の小説集なるべし」と評している。

## 生涯
1891年（明治24年）に盛岡市に生まれる。14歳の時に父の転勤に伴い東京へ移住、明治学院に通いながら雑誌「文章世界」などに作品を投稿する。1911年（明治44年）に慶應義塾大学予科に入学、フランス語を広瀬哲士に学び、本科では仏文学を永井荷風、英文学を馬場孤蝶と野口米次郎、劇文学を小山内薫に学んだ。
1913年（大正2年）に慶應大学の文科が出していた雑誌「三田文学」に、主筆の永井荷風の推薦で「夕化粧」を発表する。以降、「三田文学」や「帝国文学」で主要な作品を多く発表し、1916年（大正5年）に四方堂から処女作品集『童貞』を自費出版した。
慶應義塾大学予科時代には、後に山崎俊夫の名を語り原稿料詐欺などを行った倉田啓明と出会っているが、後に山崎は倉田に対し「あらゆる悪徳に対して不感症な男であったが、文学的には悪魔のような魅力を持っていた男」と評している。
慶應義塾大学卒業後、株式会社帝国劇場に入社、1920年（大正9年）に帝国劇場を退職、新文芸協会に入団し役者に転向し数々の舞台に出演、1923年（大正12年）には自らの劇団「阿蘭陀座」を旗揚げ、1930年（昭和5年）に俳優を廃業するまで活動した。以後は松竹少女歌劇団の文芸部員として、雑誌「少女歌劇」の編集や随筆の寄稿、生徒指導、上演歌劇の脚本の執筆なども行った。1979年（昭和54年）永眠、享年87歳。

## 著作

### 著書
- 『童貞』小川四方堂／1916年（※自費出版、限定30部の豪華版もあり）
  - 収録作：童貞／夜の鳥／夕化粧／鬱金櫻／きさらぎ／ねがひ／死顔

### 作品集
- 『山崎俊夫作品集』（全5巻）奢灞都館／1986〜2002年
  - 全巻内容：上巻・美童／中巻・神経花瓶／下巻・玉虫秘伝／補巻一・古き手帖より／補巻二・夜の髪
  - 編集は生田耕作、補巻二については生田耕作が故人となったため、岡安洋明、平田雅樹、奢灞都館編集部が担当。
  - 帯文：「過ぎたるデカダン、過ぎたる耽美、過ぎたる倒錯の故に日本近代文学史から放廃・抹殺された幻の鬼才、山崎俊夫。」

## 関連人物
- 生田耕作
- 岩田準一
- 倉田啓明